# Olympiakos Pireus (piłka siatkowa kobiet)
Olympiakos Pireus – żeński klub piłki siatkowej z Grecji. Został założony w 1992 w Pireusie.

## Sukcesy
Mistrzostwo Grecji:
- 2013, 2014, 2015, 2016, 2017, 2018, 2019, 2020[2], 2025[3]
- 2007, 2008, 2009, 2010, 2011, 2012, 2022[4], 2023[5], 2024[6]

Puchar Grecji:
- 2011, 2012, 2013, 2014, 2015, 2016, 2017, 2018, 2019, 2024[7], 2025[8]

Superpuchar Grecji:
- 2024[9]
- 2012[10]

Puchar Challenge:
- 2018
- 2017

## Kadra

### Sezon 2024/2025
- Pierwszy trener:  Lorenzo Micelli
- Asystent trenera:  Spyros Sarantitis

| Nr | Imię i nazwisko               | Data ur. | Wzrost | Pozycja      |
| -- | ----------------------------- | -------- | ------ | ------------ |
| 1  | Chrysa Caragianni             | 2008     | 183    | środkowa     |
| 2  | Marialena Artakianou          | 1994     | 170    | libero       |
| 3  | Yamila Nizetich               | 1989     | 183    | przyjmująca  |
| 4  | Ivana Vanjak                  | 1995     | 193    | przyjmująca  |
| 5  | Ifigenia Sampati              | 1997     | 190    | libero       |
| 6  | Ewanthia Lavda                | 1997     | 177    | rozgrywająca |
| 7  | Georgia Labrusi               | 1993     | 184    | środkowa     |
| 8  | Anna Kalantatze               | 1997     | 182    | atakująca    |
| 9  | Nasia Fakopulidu              | 1998     | 181    | przyjmująca  |
| 10 | Melina Emmanuilidu            | 1994     | 187    | środkowa     |
| 11 | Bianca Farriol                | 2001     | 185    | środkowa     |
| 12 | Milica Kubura                 | 1995     | 194    | atakująca    |
| 15 | Iman Isanović (od 16.01.2025) | 1999     | 188    | przyjmująca  |
| 18 | Yasmine Abderrahim            | 1999     | 182    | przyjmująca  |
| 19 | Paraskewi Zafeiriu            | 2006     | 179    | przyjmująca  |
| 20 | Ioanna Dimitriu               | 2008     | 179    | środkowa     |
| 21 | Wasiliki Zafeiriu             | 2008     | 175    | rozgrywająca |
| 77 | Isabella Di Iulio             | 1991     | 187    | rozgrywająca |

### Sezon 2023/2024
- Pierwszy trener:  Lorenzo Micelli
- Asystent trenera:  Spyros Sarantitis

| Nr | Imię i nazwisko     | Data ur. | Wzrost | Pozycja      |
| -- | ------------------- | -------- | ------ | ------------ |
| 1  | Emily Konstantelu   | 1997     | 184    | środkowa     |
| 2  | Marialena Artakianu | 1994     | 170    | libero       |
| 3  | Yamila Nizetich     | 1989     | 183    | przyjmująca  |
| 4  | Giulia Carraro      | 1994     | 175    | rozgrywająca |
| 5  | Ifigenia Sampati    | 1997     | 190    | libero       |
| 7  | Georgia Labrusi     | 1993     | 184    | środkowa     |
| 9  | Kostantina Vlachaki | 1995     | 178    | przyjmująca  |
| 10 | Melina Emmanuilidu  | 1994     | 187    | środkowa     |
| 11 | Maria Tsitsigiani   | 2000     | 187    | atakująca    |
| 12 | Milica Kubura       | 1995     | 194    | atakująca    |
| 13 | Bianca Farriol      | 2001     | 185    | środkowa     |
| 15 | Ewagelia Tani       | 2001     | 182    | rozgrywająca |
| 16 | Michaela Mlejnková  | 1996     | 184    | przyjmująca  |
| 19 | Paraskewi Zafeiriu  | 2006     | 179    | przyjmująca  |
| 88 | Walia Dagre         | 2007     | 185    | przyjmująca  |

### Sezon 2022/2023
- Pierwszy trener:  Lorenzo Micelli
- Asystent trenera:  Spyros Sarantitis

| Nr | Imię i nazwisko                      | Data ur. | Wzrost | Pozycja      |
| -- | ------------------------------------ | -------- | ------ | ------------ |
| 1  | Katerina Giota                       | 1990     | 184    | środkowa     |
| 2  | Melina Emmanuilidu                   | 1994     | 187    | środkowa     |
| 3  | Sofia Kosma                          | 1993     | 180    | libero       |
| 4  | Aggelina Siristatidi (do 02.02.2023) | 2004     | 182    | środkowa     |
| 5  | Jaali Winters                        | 1997     | 190    | przyjmująca  |
| 6  | Nefeli Hatzigrigoriu (do 29.12.2022) | 2002     | 183    | rozgrywająca |
| 7  | Georgia Labrusi (od 04.01.2023)      | 1993     | 184    | środkowa     |
| 8  | Georgia Antōnakaki                   | 2002     | 175    | libero       |
| 9  | Freya Aelbrecht (do 02.01.2023)      | 1990     | 186    | środkowa     |
| 9  | Aristea Tontai (od 02.02.2023)       | 1999     | 191    | środkowa     |
| 10 | Wilma Salas                          | 1991     | 188    | przyjmująca  |
| 11 | Maria Tsitsigiani                    | 2000     | 187    | atakująca    |
| 12 | Milica Kubura                        | 1995     | 194    | atakująca    |
| 14 | Stiliani Christodulu                 | 1991     | 186    | rozgrywająca |
| 15 | Giulia Carraro (od 28.12.2022)       | 1994     | 175    | rozgrywająca |
| 16 | Maria Genitsaridi                    | 1994     | 184    | przyjmująca  |
| 19 | Paraskevi Zafeiriu                   | 2006     | 179    | przyjmująca  |
| 20 | Katerina Sufleri                     | 2004     | 179    | rozgrywająca |

### Sezon 2021/2022
- Pierwszy trener:  Gil Ferrer Cutiño (do 19.11.2021) -  Carlo Parisi (od 21.11.2021)
- Asystent trenera:  Spyros Sarantitis

| Nr | Imię i nazwisko              | Data ur. | Wzrost | Pozycja               |
| -- | ---------------------------- | -------- | ------ | --------------------- |
| 1  | Katerina Giota               | 1990     | 184    | środkowa              |
| 2  | Melina Emmanuilidu           | 1994     | 187    | środkowa              |
| 5  | Feroniki Zioga               | 1996     | 184    | atakująca             |
| 6  | Areta Konomi (od 15.12.2021) | 1989     | 164    | libero                |
| 7  | Taylor Agost (od 10.12.2021) | 1996     | 190    | przyjmująca/atakująca |
| 7  | Ksenia Kakuratu (do 12.2021) | 1993     | 158    | libero                |
| 8  | Elena Milentigiewits         | 1999     | 180    | przyjmująca           |
| 9  | Aggelina Siristatidi         | 2004     | 182    | środkowa              |
| 10 | Wilma Salas                  | 1991     | 188    | przyjmująca           |
| 12 | Mariana Costa                | 1986     | 181    | przyjmująca           |
| 14 | Stiliani Christodulu         | 1991     | 186    | rozgrywająca          |
| 15 | Saskia Hippe                 | 1991     | 186    | atakująca             |
| 16 | Maria Genitsaridi            | 1994     | 184    | przyjmująca           |
| 17 | Ilioni Kelesidi              | 1997     | 190    | środkowa              |
| 18 | Panagiota Ksantopulu         | 1999     | 180    | rozgrywająca          |
| 20 | Atanasia Totsidu             | 1989     | 180    | libero                |

### Sezon 2020/2021
- Pierwszy trener:  Spyros Sarantitis
- Asystent trenera:  Giorgos Somponis

| Nr | Imię i nazwisko                    | Data ur. | Wzrost | Pozycja      |
| -- | ---------------------------------- | -------- | ------ | ------------ |
| 1  | Katerina Giota (do 12.2020)        | 1990     | 184    | środkowa     |
| 2  | Georgia Lioliou                    | 2002     | 182    | przyjmująca  |
| 3  | Maria Nomikou (do 02.2021)         | 1990     | 193    | atakująca    |
| 5  | Feroniki Zioga                     | 1996     | 184    | atakująca    |
| 6  | Regan Scott (do 12.2020)           | 1983     | 188    | przyjmująca  |
| 7  | Aggelina Siristatidi               | 2004     | 182    | środkowa     |
| 8  | Elena Milentigiewits               | 1999     | 180    | przyjmująca  |
| 9  | Nasia Fakopoylidou (od 02.2021)    | 1998     | 181    | przyjmująca  |
| 10 | Areta Konomi                       | 1989     | 164    | libero       |
| 12 | Karla Klarić (do 12.2020)          | 1994     | 190    | przyjmująca  |
| 14 | Stiliani Christodulu (do 12.2020)  | 1991     | 186    | rozgrywająca |
| 15 | Saskia Hippe (do 12.2020)          | 1991     | 186    | atakująca    |
| 16 | Pinelopi Papastergiou (do 02.2021) | 1995     | 173    | rozgrywająca |
| 17 | Ilioni Kelesidi                    | 1997     | 190    | środkowa     |
| 18 | Panagiota Ksantopulu               | 1999     | 180    | rozgrywająca |
| 19 | Georgia Argyriou                   | 1988     | 184    | środkowa     |
| 20 | Atanasia Totsidu                   | 1989     | 180    | libero       |

### Sezon 2019/2020
- Pierwszy trener:  Branko Kovačević
- Asystent trenera:  Spyros Sarantitis

| Nr | Imię i nazwisko      | Data ur. | Wzrost | Pozycja      |
| -- | -------------------- | -------- | ------ | ------------ |
| 1  | Katerina Giota       | 1990     | 184    | środkowa     |
| 2  | Aliki Konstantinidou | 1989     | 180    | środkowa     |
| 4  | Ana Lazarević        | 1991     | 186    | przyjmująca  |
| 6  | Regan Scott          | 1983     | 188    | przyjmująca  |
| 7  | Georgia Labrusi      | 1993     | 184    | środkowa     |
| 8  | Elena Milentigiewits | 1999     | 180    | libero       |
| 9  | Aleksia Kalantaridu  | 1995     | 185    | przyjmująca  |
| 10 | Areta Konomi         | 1989     | 164    | libero       |
| 11 | Ksenia Kakuratu      | 1993     | 158    | libero       |
| 12 | Ewangelia Christu    | 1987     | 179    | przyjmująca  |
| 14 | Stiliani Christodulu | 1991     | 186    | rozgrywająca |
| 15 | Saskia Hippe         | 1991     | 186    | atakująca    |
| 16 | Katerina Zakchaiu    | 1998     | 192    | środkowa     |
| 18 | Panagiota Ksantopulu | 1999     | 180    | rozgrywająca |
| 19 | Teodora Fumaki       | 2005     | 176    | rozgrywająca |
| 20 | Athanasia Totsidu    | 1989     | 180    | przyjmująca  |

### Sezon 2018/2019
- Pierwszy trener:  Branko Kovačević
- Asystent trenera:  Spyros Sarantitis

| Nr | Imię i nazwisko         | Data ur. | Wzrost | Pozycja      |
| -- | ----------------------- | -------- | ------ | ------------ |
| 1  | Katerina Giota          | 1990     | 184    | środkowa     |
| 2  | Aliki Konstantinidou    | 1989     | 180    | środkowa     |
| 3  | Maria Nomikou           | 1990     | 193    | atakująca    |
| 7  | Georgia Labrousi        | 1993     | 184    | środkowa     |
| 8  | Elena Milentigiewits    | 1999     | 180    | libero       |
| 9  | Konstantina Wlachaki    | 1995     | 178    | atakująca    |
| 10 | Areta Konomi            | 1989     | 164    | libero       |
| 11 | Lamprini Konstantinidou | 1996     | 185    | rozgrywająca |
| 12 | Eirini Kokkinaki        | 1996     | 174    | libero       |
| 14 | Stiliani Christodulu    | 1991     | 186    | rozgrywająca |
| 15 | Saskia Hippe            | 1991     | 186    | atakująca    |
| 16 | Katerina Zakchaiu       | 1998     | 192    | środkowa     |
| 17 | Laura Emonts            | 1991     | 180    | przyjmująca  |
| 18 | Regan Scott             | 1983     | 188    | przyjmująca  |

### Sezon 2017/2018
- Pierwszy trener:  Branko Kovačević
- Asystent trenera:  Spyros Sarantitis

| Nr | Imię i nazwisko      | Data ur. | Wzrost | Pozycja      |
| -- | -------------------- | -------- | ------ | ------------ |
| 1  | Katerina Giota       | 1990     | 184    | środkowa     |
| 2  | Aliki Konstantinidu  | 1989     | 180    | środkowa     |
| 3  | Maria Nomiku         | 1990     | 193    | atakująca    |
| 4  | Stephanie Niemer     | 1989     | 187    | przyjmująca  |
| 5  | Jana Franziska Poll  | 1988     | 185    | przyjmująca  |
| 7  | Georgia Labrusi      | 1993     | 184    | środkowa     |
| 8  | Elena Milentigiewits | 1999     | 177    | przyjmująca  |
| 9  | Konstantina Wlachaki | 1995     | 178    | przyjmująca  |
| 10 | Areta Konomi         | 1989     | 164    | libero       |
| 11 | Chara Papadopulu     | 1996     | 175    | rozgrywająca |
| 12 | Eirini Kokkinaki     | 1996     | 174    | libero       |
| 14 | Stiliani Christodulu | 1991     | 186    | rozgrywająca |
| 15 | Saskia Hippe         | 1991     | 186    | atakująca    |
| 16 | Katerina Zakchaiu    | 1998     | 192    | środkowa     |
| 17 | Maria Mikeli         | 2000     | 178    | rozgrywająca |

### Sezon 2016/2017
- Pierwszy trener:  Branko Kovačević
- Asystent trenera:  Spyros Sarantitis

| Nr | Imię i nazwisko      | Data ur. | Wzrost | Pozycja      |
| -- | -------------------- | -------- | ------ | ------------ |
| 1  | Katerina Giota       | 1990     | 184    | środkowa     |
| 3  | Afroditi Giota       | 1999     | 183    | środkowa     |
| 4  | Ana Lazarević        | 1991     | 187    | przyjmująca  |
| 6  | Nadzieja Małasaj     | 1990     | 182    | przyjmująca  |
| 7  | Georgia Labrusi      | 1993     | 184    | środkowa     |
| 8  | Elena Milentigiewits | 1999     | 177    | przyjmująca  |
| 9  | Konstantina Wlachaki | 1995     | 178    | przyjmująca  |
| 10 | Areta Konomi         | 1989     | 164    | libero       |
| 11 | Zenia Tsima          | 1986     | 185    | przyjmująca  |
| 12 | Eirini Kokkinaki     | 1996     | 174    | libero       |
| 14 | Stiliani Christodulu | 1991     | 186    | rozgrywająca |
| 15 | Saskia Hippe         | 1991     | 186    | atakująca    |
| 16 | Areti Teza           | 1980     | 175    | rozgrywająca |
| 17 | Maria Mikeli         | 2000     | 178    | rozgrywająca |
| 18 | Melina Emmanuilidu   | 1994     | 187    | środkowa     |
| 20 | Olga Zampati         | 2000     | 182    | przyjmująca  |